# Savoy Brown
Savoy Brown — британський блюзовий гурт. Утворений 1966 року у Баттерсі на південному заході Лондона під назвою Savoy Brown Blues Band. До першого складу гурту ввійшли: Кім Сіммондс (Kim Simmonds), 6 грудня 1947, Ньюпорт, Велика Британія — гітара; Брайс Портіус (Brice Portius) — вокал; Боб Холл (Bob Hall) — фортепіано; Рой Чеппелл (Roy Chappell) — бас; Джон О'Лірі (John O'Leary) — гармоніка та Лео Меннінгс (Leo Mannings) — ударні.
Гурт дебютував під час студійних сесій на фірмі «Purdah», що належала продюсеру Майку Верноку. Незабаром О'Лірі замінив гітарист Мартін Стоун (Martin Stone) і реформований секстет зв'язався з фірмою «Decca». До першого альбому гурту, який мав назву «Shake Down», ввійшли різні композиції таких майстрів блюзу, як Фредді Кінг, Альберт Кінг та Віллі Діксон. Однак незадоволений результатом роботи, Сіммондс розпускає Savoy Brown Blues Band у цьому складі, щоб набрати інший, залишивши лише Боба Холла.
Новими членами гурту стали: Кріс Юлден (Chris Youlden) — вокал; Дейв Півертт (Dave Peverett) — гітара, вокал; Ріверс Джоуб (Rivers Jobe) — бас та Роджер Ерл (Roger Earl) — ударні. Гурт записав композицію «Getting To The Point», після чого на місці Джоуба з'явився Тоун Стівенс (Tone Stevens). Саме у цьому складі гурт став невід'ємною частиною британського блюзового буму того періоду. Їх власні композиції гарно гармонували з різними блюзовими стандартами, які Savoy Brown робили у нових версіях. Гра Сіммондса та Півертта додавали запалу «живим» виступам, а поява Юлдена як фронтмена, у котелку та з моноклем, робили сценічний імідж гурту незвично оригінальним.
Найбільшу популярність здобула композиція «Train To Nowhere» з альбому «Blue Matters». Після виходу платівки «Raw Sienna» 1970 року гурт залишив Юлден. Того ж року внутрішні непорозуміння призвели до виходу з гурту Півертта, Стівенса та Ерла, які утворили формацію Foghat. Тим часом Сіммондс вирушив в американське турне з новим складом: Дейв Волкер (Dave Walker) — вокал, Пол Реймонд (Paul Raymond) — клавішні; Енді Пайл (Andy Pyle) — бас та Дейв Бідуелл (Dave Bidwell) — ударні, уникнувши цим самим припинення існування Savoy Brown. Пізніше лідер оселився в Америці і брав участь у багатьох турне, ангажуючи щоразу різних музикантів. Наприклад, у другій половині сімдесятих склад гурту виглядав так: Сіммондс; Реймонд, Стен Вебб (Stan Webb) — гітара; Джиммі Лівертон (Jimmy Leverton) — бас та Ерік Діллон (Eric Dillon) — ударні, а наприкінці вісімдесятих так: Сіммондс, Волкер, Джим Денезі (Jim Dagnesi) — бас, Ел Мейсмбр (Al Macomber) — ударні.

## Дискографія

### Сингли
- - 1966 — I Tried/I Can't Quit You Baby
  - 1966 — Cold Blooded Woman/True Story
  - 1967 — Taste And Try, Before You Buy/Someday People
  - 1968 — I'm Tired/Stay With Me Baby

### Студійні альбоми
- - 1967 — Shake Down
  - 1968 — Getting To The Point
  - 1969 — Blue Matter
  - 1969 — A Step Further
  - 1969 — Raw Sienna
  - 1970 — Looking In
  - 1971 — Street Corner Talking
  - 1972 — Hellbound Train
  - 1972 — Lions Share
  - 1973 — Jack The Toad
  - 1974 — Boogie Brothers
  - 1975 — Wire Fire
  - 1977 — Skin 'N' Bone
  - 1978 — Savage Return
  - 1981 — Rock and Roll Warriors
  - 1986 — Slow Train
  - 1987 — Make Me Sweat
  - 1989 — Kings Of Boogie
  - 1992 — Let It Ride
  - 1994 — Bring It Home
  - 1997 — Blue Wave
  - 1999 — The Blues Keep Me Holding On
  - 2003 — Strange Dreams
  - 2006 — Steel
  - 2011 — Voodoo Moon
  - 2014 — Goin' To The Delta

### Концертні альбоми
- - 1981 — Greatest Hits Live
  - 1981 — Just Live
  - 1985 — Live In Central Park
  - 1990 — Live And Kickin'
  - 1998 — Live At The Record Plant
  - 2000 — Jack The Toad (Live'70/'72)
  - 2000 — Looking From The Outside (Live '60/'70)
  - 2004 — You Should Have Been There!
  - 2010 — Train to Nowhere (2CD)
  - 2013 — Songs from the Road (CD/DVD)

### Компіляції
- - 1977 — Best of Savoy Brown
  - 1982 — Best of Savoy Brown
  - 1987 — Best of Savoy Brown
  - 1993 — Savoy Brown Collection
  - 1999 — Encore Collection